# Aulacomerus konowi
Aulacomerus konowi – gatunek błonkówki z rodziny Pergidae.

## Taksonomia
Gatunek ten został opisany w 1949 roku przez René Malaise pod nazwą Loboceras konowi. Jako miejsce typowe podano brazylijskie miasto Cambuquira. Holotypem był samiec. W 1990 David Smith przeniósł go do rodzaju Aulacomerus.

## Zasięg występowania
Ameryka Południowa, znany jedynie z Brazylii ze stanu Minas Gerais w płd. części kraju.